# Bobigny

Położenie Bobigny w ramach aglomeracji paryskiej

Bobigny (wymowaⓘ) – miejscowość i gmina we Francji, w regionie Île-de-France, w departamencie Sekwana-Saint-Denis.
Według danych na rok 1990 gminę zamieszkiwało 44 659 osób, a gęstość zaludnienia wynosiła 6597 osób/km² (wśród 1287 gmin regionu Île-de-France Bobigny plasuje się na 44. miejscu pod względem liczby ludności, natomiast pod względem powierzchni na miejscu 564.).
W miejscowości znajduje się jeden z kampusów Université Sorbonne Paris Nord.

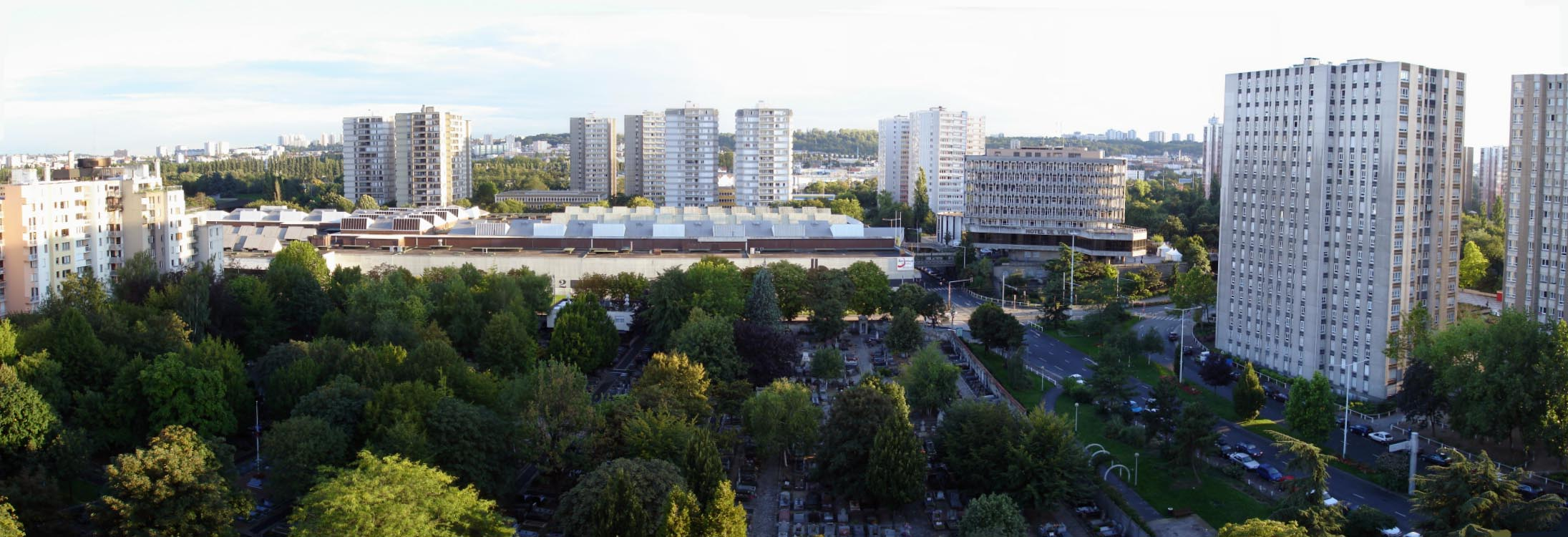
Panorama centrum miasta.

## Miasta partnerskie
- Sierpuchow, Rosja
- Poczdam, Niemcy